# Манастир (община Прилеп)
Вижте пояснителната страница за други значения на Манастир.
Манастир (на македонска литературна норма: Манастир) е село в южната част на Северна Македония, община Прилеп. Край селото е разположен манастирът „Свети Никола“.

## География
Селото е разположено в долината на Църна, в централната част на областта Мариово, на 38 km южно от общинския център Прилеп. Селото е на надморска височина от 690 метра. Землището му е 15,5 km2 – обработваеми земи 253 ха, пасища 705 ха, а гори почти няма.

## История

### Праистория
В местността Трещена стена (Трештена Стена), в землището на Манастир, са открити останки от енеолитно селище.

### Античност и Средновековие
На 4,5 km северно са развалините на античното и средновековно селище Градок.

### В Османската империя
| Османски статистики        | Ханета | Неженени | Вдовици | Годишен приход |
| -------------------------- | ------ | -------- | ------- | -------------- |
| Дефтер № 4 от 1476/77 г.   | 35     | 2        | 6       | 2678           |
| Дефтер № 16 от 1481/82 г.  | 35     |          |         | 2138           |
| Дефтер № 73 от 1519 г.     | 44     | 9        | 3       | 3790           |
| Дефтер № 149 от 1528/29 г. | 45     | 3        | 1       | 3556           |
| Дефтер № 232 от 1544/45 г. | 40     | 3        |         | 2456           |

В обобщен списък на джизието на немюсюлманите от селата от вакъфите на починалия султан Сюлейман в казата Пирлепе от 9 ноември 1615 година селото е отбелязано като Манастирче с 14 ханета (домакинства). В списък (иджмал дефтер) на селищата от вакъфа на султан Сюлейман в Морихова от 14 февруари 1628 година в Манастирче са отбелязани 12 ханета.
В XIX век Манастир е изцяло българско село в Прилепска кааза, Мориховска нахия на Османската империя. В „Етнография на вилаетите Адрианопол, Монастир и Салоника“, издадена в Константинопол в 1878 година и отразяваща статистиката на населението от 1873 година, Манастериц е посочено като село с 38 домакинства и 165 жители българи.
Според статистиката на Васил Кънчов („Македония. Етнография и статистика“) от 1900 година Манастирецъ има 208 жители, всички българи християни.
На Етнографската карта на Битолския вилает на Картографския институт в София от 1901 година Манастирче е чисто българско село в Прилепската каза на Битолския санджак с 34 къщи.
В началото на XX век българското население на селото е под върховенството на Българската екзархия. По данни на секретаря на екзархията Димитър Мишев („La Macédoine et sa Population Chrétienne“) през 1905 година в Манастир има 216 българи екзархисти.
Според Георги Трайчев Манастир има 28 къщи с 208 жители българи.

### Преброявания в Югославия и Северна Македония[1]
| Националност     | 1948 | 1953 | 1961 | 1971 | 1981 | 1991 | 1994 | 2002 |
| ---------------- | ---- | ---- | ---- | ---- | ---- | ---- | ---- | ---- |
| Общо             | 131  | 144  | 232  | 139  | 19   | 13   | 12   | 4    |
| северномакедонци |      | 142  | 222  | 139  | 19   | 13   | 12   | 4    |
| албанци          |      | 0    | 0    | 0    | 0    | 0    | 0    | 0    |
| турци            |      | 0    | 7    | 0    | 0    | 0    | 0    | 0    |
| роми             |      | 0    | 0    | 0    | 0    | 0    | 0    | 0    |
| власи            |      | 0    | 0    | 0    | 0    | 0    | 0    | 0    |
| сърби            |      | 1    | 0    | 0    | 0    | 0    | 0    | 0    |
| бошняци          |      | 0    | 0    | 0    | 0    | 0    | 0    | 0    |
| други            |      | 1    | 3    | 0    | 0    | 0    | 0    | 0    |

## „Свети Никола“
Основна забележителност на селото е манастирът „Свети Никола“, изграден в 1095 година по времето на Алексий I Комнин по инициатива на протостатора Алексий, който е и пръв ктитор на манастира. Манастирът е два пъти разрушаван и съграждан на ново – за пръв път между XII и XIII век, откогато са и фреските, дело на две групи майстори от Константинополската школа.

## Личности
Починали в Манастир
- Антон Бойков Драгийски, български военен деец, подпоручик, загинал през Първата световна война[14]
- Петър Кузманов (1878 – 1917), български революционер